# El Carmen de Atrato
El Carmen de Atrato es un municipio colombiano, cuna del río Atrato que nace en el cerro del Plateado, situado en el departamento de Chocó, en el noroeste del país. Se encuentra a 111 km de la capital departamental, Quibdó. Limita por el norte con Urrao y Salgar (en el departamento de Antioquia), por el sur con Lloró y Bagadó, al este con Andes, Betania y Bolívar, y por el oeste con Quibdó y Lloró.

## Vías de comunicación
- Aéreas: El municipio del Carmen de Atrato no cuenta con aeropuerto. Se puede llegar al municipio tomando un vuelo a las ciudades de Quibdó, Chocó, o Medellín, Antioquia, y desde allí desplazarse vía terrestre.

- Terrestres: Se puede llegar a través del servicio de autobús, colectivo o taxis, desde la ciudad de Medellín (Antioquia), o desde la capital, Quibdó.

## División Político-Administrativa
Además de su Cabecera municipal. El Carmen de Atrato tiene bajo su jurisdicción los siguientes Centros poblados:
- El Dieciocho
- El Porvenir
- El Siete
- La Mansa
- La Paz

## Historia
El Municipio de El Carmen de Atrato fue fundado por un grupo colonizador proveniente de Jericó (Antioquia); el grupo estaba dirigido por los esposos Luis Agudelo Arroyave y Celedonia Ortiz, quienes venían en búsqueda de caucho y guacas dejadas por los antiguos pobladores del municipio, los indígenas.
El nombre del Municipio se debe a una promesa a la Virgen del Carmen por la salud de una de las hijas de los colonizadores la cual fue atacada por una culebra y en honor al río Atrato que cruza el territorio y nace en el Cerro del Plateado el cual limita con el departamento de Antioquia, Salgar, Concordia y Betulia. Se ha aceptado como fecha de fundación el 21 de junio de 1874, desde esa fecha emigrantes de la región Antioqueña fueron estableciéndose en estas tierras.
En 1883, de la municipalidad de Atrato se creó el distrito de El Carmen de Atrato, por medio de una ordenanza que dispuso que este territorio entrara a formar parte de la provincia de Atrato, en el territorio de Chocó. El 16 de mayo de 1905, por decreto nacional 457, que establece nueva división política administrativa de Colombia delimita la Intendencia del Chocó y dentro de ella la provincia de Atrato de la cual El Carmen todavía forma parte. 
Por medio de otro decreto en 1908, El Carmen fue anexado al departamento de Jericó cuya existencia terminó en 1910. Posteriormente la ley 65 de diciembre de 1909, dejó sin vigencia a los departamentos de Quibdó y Jericó y al primero, convertido nuevamente en intendencia del Chocó en la provincia de Atrato.
Las comunidades Indígenas asentados en estos territorios a la llegada de los primeros colonizadores, se sabe que eran tribus que habitaban al lado del río Atrato, el río Habita y la quebrada Arboleda, estas se encuentran ubicadas en la zona llamada trocha o carretera a Quibdó. Estas comunidades ya mezcladas con colonizadores se han dedicado a la agricultura con cultivos como el maíz, plátano y caña de azúcar.

## Demografía
El municipio presenta una composición triétnica: los mestizos descendientes de antioqueños y que conforman el grupo más representativo; los indígenas que pertenecen al grupo Emberá – Katios – Chamí, que corresponden al 8.43% de la población total del municipio y por último, las comunidades negras que en número muy reducido se han establecido en el casco urbano del municipio.
Las comunidades indígenas asentadas en estos territorios a la llegada de los primeros colonizadores, eran tribus que habitaban al lado del río Atrato, el río Habita y la quebrada Arboleda. Estas comunidades se encuentran ubicadas en la zona llamada trocha o carretera a Quibdó y son: Sabaletas, El Dieciocho, El Lamento - ovejas, el Consuelo, Río Playa, Mambual; Matecaña, Toldas, El Fiera y la Puría, y la Cristalina en límites con Urrao y Quibdo. Estas comunidades, ya mezcladas con colonizadores, se han dedicado a la agricultura, especialmente al cultivo del maíz, plátano y caña de azúcar.

## Geografía

### Descripción física
El Municipio de El Carmen de Atrato, está situado en las estribaciones de la Cordillera Occidental, en el costado oriental del Departamento del Chocó y pertenece a la zona central o del Atrato, conformado además por los Municipios de Bojayá, Lloró, Acandi, Bagadó, Unguía y Ríosucio. Su cabecera municipal se encuentra a una distancia de 111 km de la ciudad de Quibdó y a 123 km de la ciudad de Medellín (Antioquia). Su ubicación corresponde a la coordenada 5°54’40’’ de latitud norte y 76°12’30’’ de longitud oeste. 
- Extensión total: El Municipio posee una superficie de 1.017 km². (101.700 ha) que representa el 2,26% del área total del Departamento del Chocó.
- Extensión área urbana: 7 km²
- Extensión área rural: 1.010 km²
- Altitud de la cabecera municipal (metros sobre el nivel del mar): 1700
- Temperatura media: 19 °C
- Distancia de referencia: El Carmen de Atrato se encuentra a una distancia de 111 km de su capital, Quibdó, y a 123 km de Medellín (Antioquia).

### Límites del municipio
Los límites del Municipio de El Carmen de Atrato son: al norte con los Municipios de Urrao y Salgar. (Antioquia); al sur con los Municipios de Lloró y Bagadó (Chocó); al Oriente con los Municipios de Andes, Betania y Bolívar (Antioquia) y al Occidente con los Municipios de Quibdó y Lloró (Chocó).

## Economía

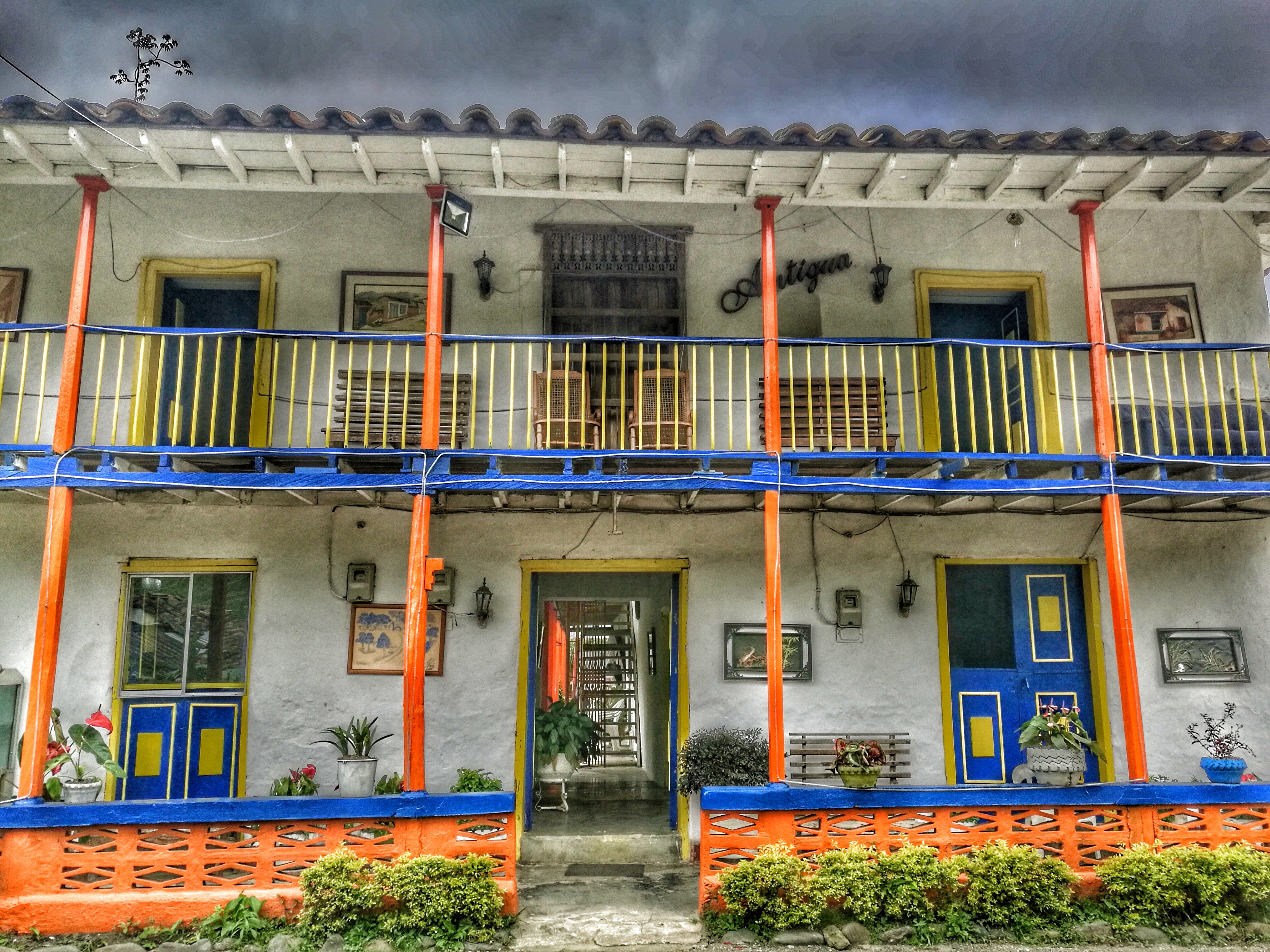
Una de las primeras casas fundadas en El Carmen de Atrato, Chocó, ubicada en el corregimiento del 7 en la entrada del Municipio

El principal sector productivo del Municipio es el que tiene que ver con actividades económicas del tipo primario. Las actividades más importantes son la ganadera y la agrícola. También se desarrolla el comercio, la explotación forestal, la minería, la piscicultura y el empleo público.
La minería constituye para el departamento del Chocó, y en particular para el municipio, una de las principales fuentes de ocupación y generación de ingresos. Se encuentra en el municipio una mina de cobre, ubicada hacia una de las márgenes de la carretera que une al municipio con Urrao, donde también hay explotación de oro en menor escala. Esta actividad representa uno de los principales renglones de la economía. 
La producción de café ocupa la actividad más importante y representativa en la economía agrícola del Municipio. Este producto se comercializa con intermediación de la Organización Cafetera y Campesina de El Carmen de Atrato (OCCCA) y compradores particulares, aproximadamente en un 60% y el 40% respectivamente. La asistencia técnica básica es brindada por la Federación Nacional de Cafeteros gracias al servicio de extensión. Actualmente la producción cafetera ha decaído. Se producen además hortalizas como la cebolla junca, cilantro, pimentón, tomate de aliño y caña de azúcar, que abastecen a la comunidad local, siendo vendido su excedente en Quibdo la capital departamental chocoana.